# SV Dessau 05
Sportverein Dessau 1905 e.V. – niemiecki klub piłkarski z siedzibą w mieście Dessau-Roßlau, występujący w Verbandslidze Sachsen-Anhalt, stanowiącej szósty poziom rozgrywek w Niemczech.

## Historia
Klub został założony w lipcu 1905 jako FC Adler. W październiku tego samego roku połączył się z przykościelną drużyną piłkarską Jugendvereins zu St. Johannis, tworząc Dessauer FC. W lutym 1919 klub dołączył do Sportlichen Vereinigung BAMAG Dessau, w wyniku czego powstał VfR Dessau 1905. Dwa lata później, po fuzji ze SpVgg Dessau, został utworzony SV Dessau 05. W latach 1935–1945 występował w Gaulidze (grupa Mitte), będącej wówczas pierwszym poziomem ligowym. Sześć razy zwyciężył w tych rozgrywkach w swojej grupie (1937, 1938, 1939, 1942, 1943, 1944).
W 1945 roku klub został rozwiązany przez aliantów, a następnie reaktywowany jako Blau-Weiss Dessau. W kolejnych latach kilka razy zmienił nazwę: Sport-Union Dessau (1947); SG Dessau-Nord (1948); BSG Waggonbau Dessau (1949); BSG Waggonfabrik Dessau (sierpień 1949); oraz BSG Motor Dessau (luty 1950). W 1949 roku zwyciężył w pierwszej edycji Pucharu NRD, po pokonaniu w jego finale 1:0 Gery Süd. W latach 1949–1954, przez pięć sezonów grał w pierwszej lidze NRD, a w sezonie 1949/1950 zajął w niej 3. miejsce. W 1954 roku spadł do drugiej ligi i występował w niej z przerwami do 1967 roku. Następnie już do końca istnienia NRD w 1990 roku grał w niższych ligach.
W 1989 roku zmienił nazwę na SV Waggonbau Dessau, a w 1995 roku powrócił do szyldu SV Dessau 05.

## Sukcesy
- Puchar NRD (zwycięzca): 1949

## Występy w lidze
| Liga                  | Poziom | Sezony | Lata                            |
| --------------------- | ------ | ------ | ------------------------------- |
| Gauliga (grupa Mitte) | I      | 10     | 1935–1945                       |
| DDR-Oberliga          | I      | 5      | 1949–1954                       |
| DDR-Liga              | II     | 9      | 1954–1957, 1961–1962, 1963–1967 |

## Reprezentanci kraju grający w klubie
- Karl-Heinz Ilsch
- Günter Imhof
- Wolfgang Klank
- Werner Welzel